# Handia (Uttar Pradesh)
Handia es un pueblo y nagar Panchayat situado en el distrito de Prayagraj en el estado de Uttar Pradesh (India). Su población es de 21798 habitantes (2011). 

## Demografía
Según el  censo de 2011 la población de Handia era de 21798 habitantes, de los cuales  11493 eran hombres y 10305 eran mujeres. Handia tiene una tasa media de alfabetización del 61,1%, superior a la media nacional del 59,5%: la alfabetización masculina es del 68,9%, y la alfabetización femenina del 52,5%.